# Херекуаро
Хере́куаро (исп. Jerécuaro) — город и административный центр одноимённого муниципалитета в мексиканском штате Гуанахуато. Численность населения, по данным переписи 2010 года, составила 7 748 человек.

## История
Датой основания города считается 1572 год, а основателем — падре Васко де Кирога.

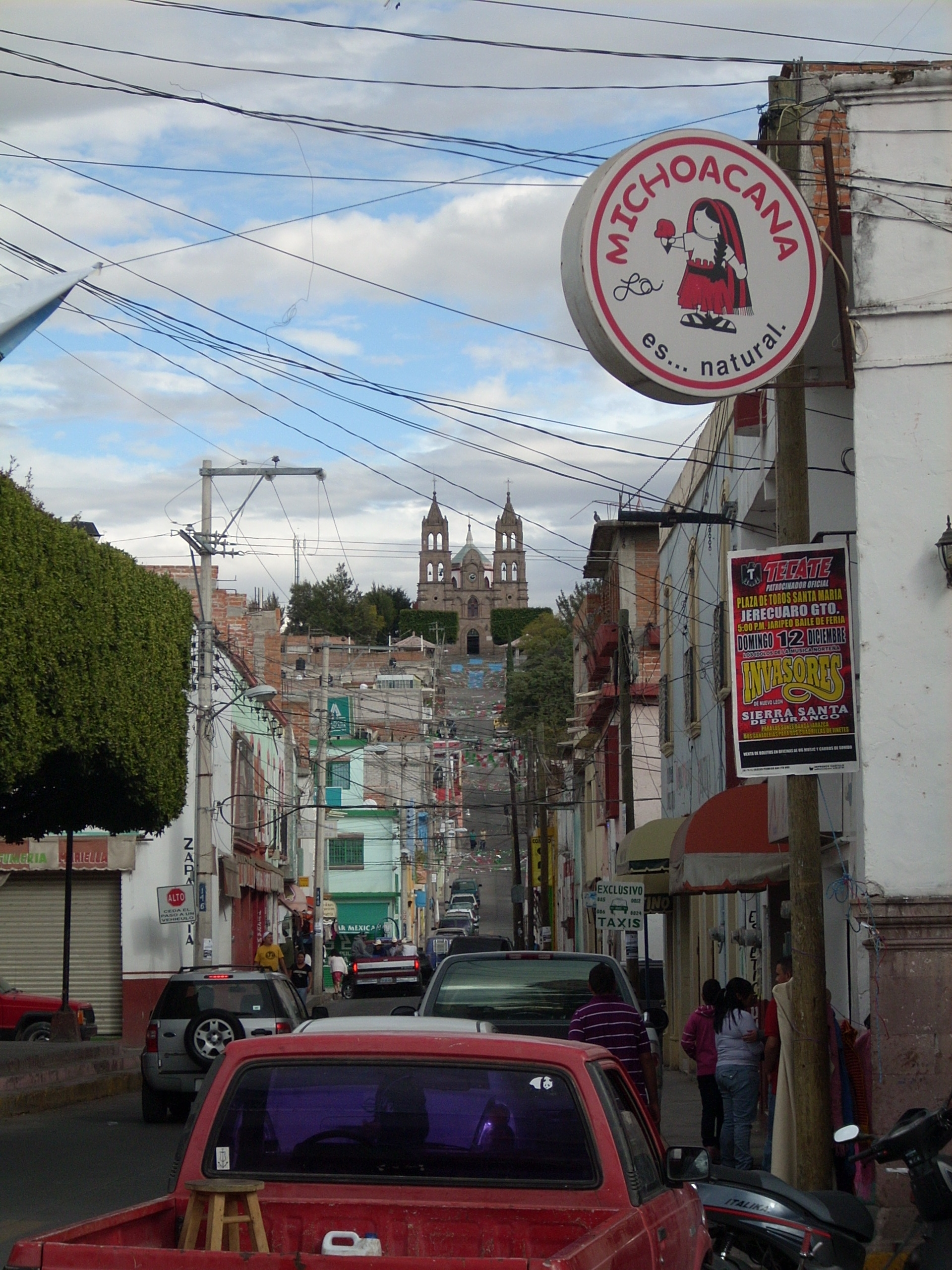
Одна из улиц города с церковью на дальнем плане